# Marcos Macedo
Marcos Macedo est un nageur brésilien, né le 9 septembre 1990 à Natal.

## Biographie
Aux Championnats du monde en petit bassin 2014, il remporte le titre sur le relais 4 × 100 m quatre nages avec César Cielo, Guilherme Guido et Felipe França Silva.
Aux Jeux olympiques d'été de 2016, il est éliminé en séries du 100 mètres papillon avec le 34e temps.